# Paiolo

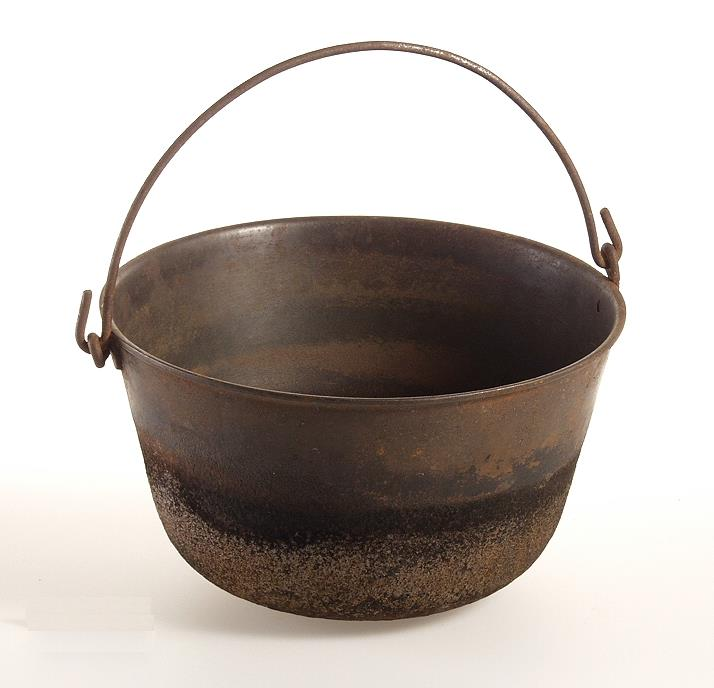
Paiolo di ghisa, dove viene solitamente cotta la polenta

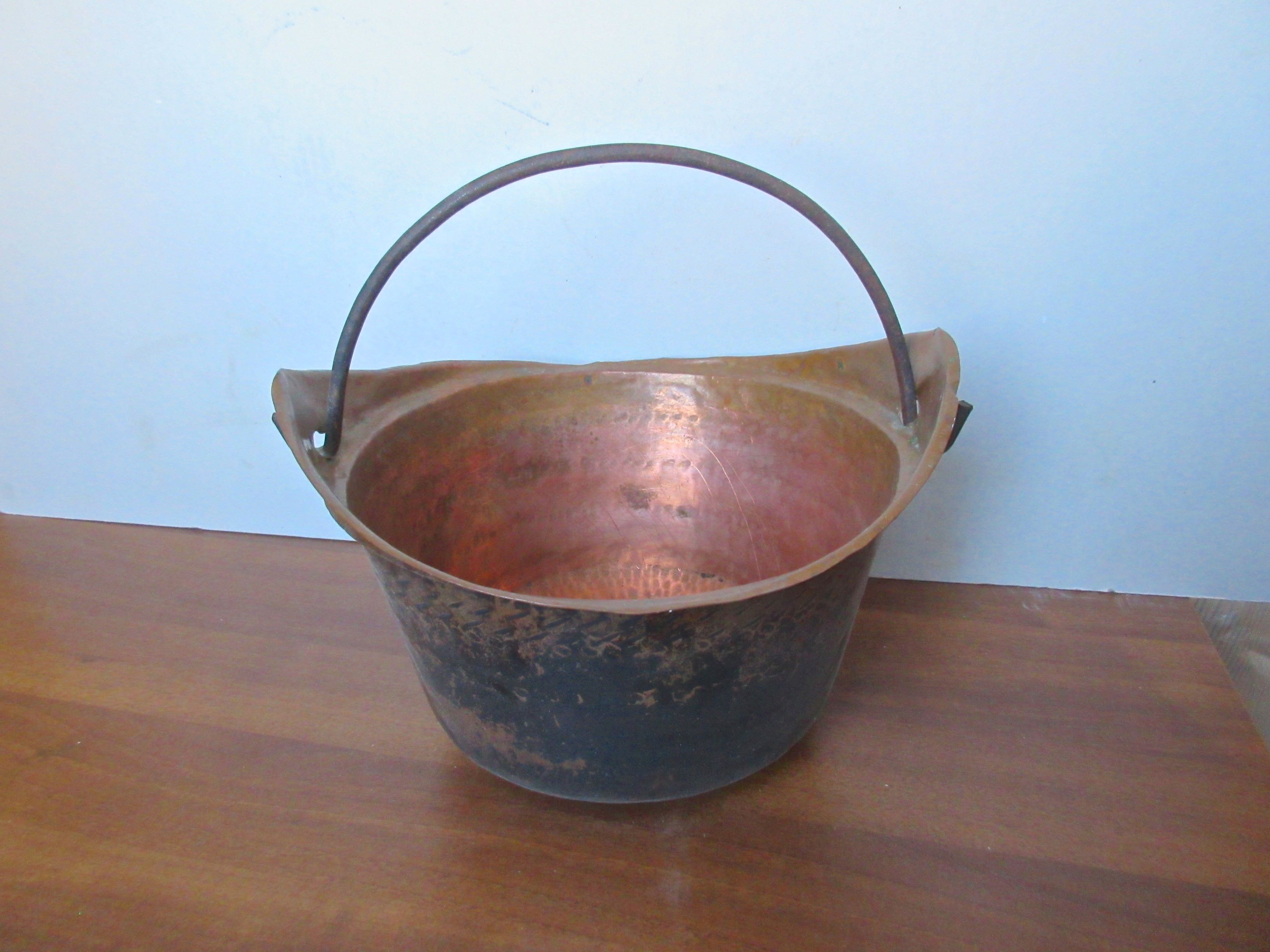
Paiolo in rame

Il paiolo o paiuolo è un tipo di pentola usata tradizionalmente per la preparazione della polenta. Viene solitamente costruito in rame, ghisa, pietra ollare o alluminio.

Se di dimensioni molto grandi veniva usato anche per la produzione del formaggio nelle casere di montagna, per la cottura dei ciccioli o per il bucato.

## Tipi di paiolo

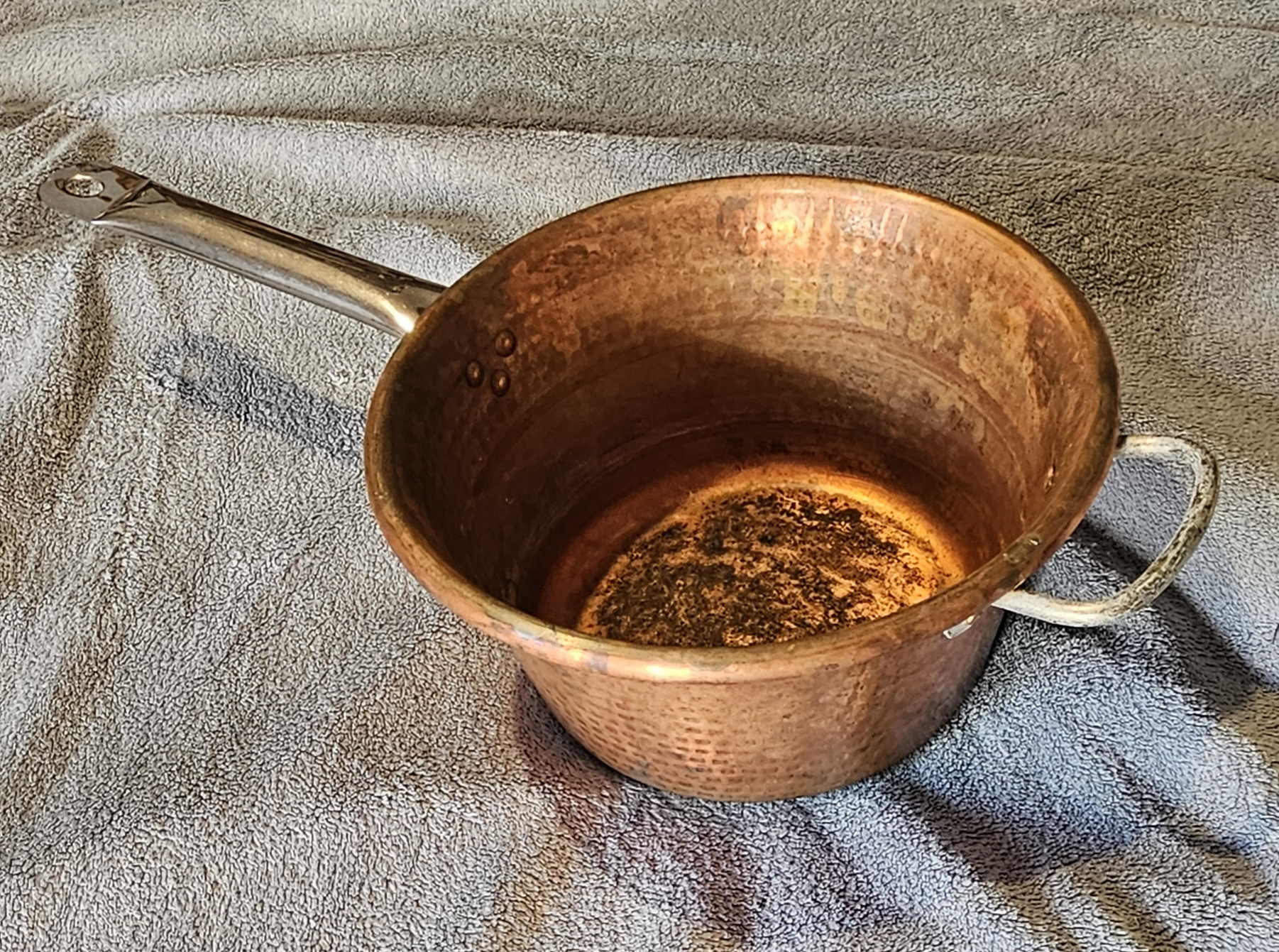
Paiolo in rame con manico in acciaio

- Paiolo in rame è il paiolo di tradizione, in rame battuto di grosso spessore, diffuso in tutto il nord Italia. Ha pareti alte e leggermente convesse, un solo manico ad arco ribaltabile e il fondo bombato, poiché nella cottura non viene appoggiato su un piano ma si appende nel caminetto o si incastra negli anelli della stufa. Spesso non è stagnato all'interno. La polenta cotta nei paiolo sul fuoco del caminetto ha spesso l'inconfondibile aroma di fumo da legna bruciata,  piacevole se delicato: meglio evitare legna da varietà resinose.
- Paiolo in rame "moderno". Esiste in commercio, in chiave moderna, il paiolo in rame per essere utilizzato sul fornello a gas. Ovviamente, il manico tradizionale è sostituito con uno dritto in acciaio o alluminio, spesso idoneamente lungo in modo da rimanere con la mano a debita distanza dal fuoco durante il rimescolamento in cottura. I paioli in rame,  battuti a mano dall'artigiano, sono particolarmente preziosi e perciò di alto prezzo.
- Paiolo in ghisa, simile a quello in rame, ha pareti diritte e leggermente svasate, fondo leggermente bombato e un solo manico. Il materiale è più economico del rame, ma si pulisce con difficoltà ed è più fragile. Questi paioli trovarono scarsa diffusione nel periodo tra le due guerre. Come quello in rame, esiste anche il paiolo moderno in ghisa.
- Paiolo in pietra ollare, utilizzato in Valmalenco, ha la proprietà di scaldarsi lentamente e di mantenere una temperatura costante per lungo tempo.
- Paiolo in alluminio, paiolo di produzione recente, ha il fondo piatto per essere appoggiato e due manici, uno lungo come quello di una padella e uno corto. In alcuni casi viene rivestito in teflon per evitare che la polenta attacchi.
- Paiolo elettrico, è il paiolo moderno, dotato di un motore elettrico che viene agganciato al bordo e fa ruotare una pala in lega metallica per rimestare la polenta. È costruito in rame o in ghisa con forma classica oppure a tronco di cono (fondo piatto), in modo che la pala girando faccia girare tutta la massa in modo perfettamente continuativo e uniforme senza lasciare angoli morti che potrebbero bruciare. Talvolta è presente una struttura metallica che regge sia la conca che il motore con la pala per poterli appoggiare saldamente sulla cucina a gas[1].

## Tarello

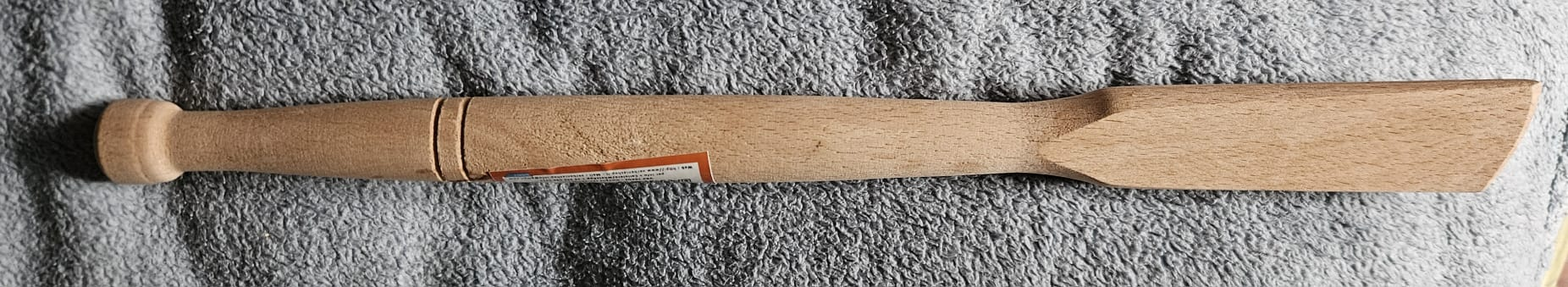
Tarello per girare la polenta

Il tarello (tarell, in lingua lombarda) è lo strumento ligneo (un mestolo con lungo manico di diametro medio e con paletta in punta), utilizzato per girare la polenta, specie quando è cotta nel paiolo.
Il tarello va usato preferibilmente dopo la prima fase (scioglimento della farina) nella quale è meglio usare un comune frustino in acciaio.